# Neosymydobius ajuscanus
Neosymydobius ajuscanus är en insektsart. Neosymydobius ajuscanus ingår i släktet Neosymydobius och familjen långrörsbladlöss. Inga underarter finns listade i Catalogue of Life.